# Chanaresuchus
A Chanaresuchus a proterochampsida archosauromorphák egyik kihalt neme.
Proterochampsidához képest szerény méretű állat volt, az átlagos hossza alig haladta meg az egy métert. A fosszíliáit a középső triász időszakának anisusi korszaka idején keletkezett Chañares Formációban fedezték fel, az argentin La Rioja tartomány területén. A nemhez tartozó példányok mennyiségéből úgy tűnik, hogy a Chanaresuchus a leggyakoribb „thecodontia” archosaurus volt a formációban. A leletanyag nagy részét a La Plata-Harvard expedíció találta meg 1964 és 1965 között.
Típuspéldánya az MLP 1964-XI-14-12 számú lelet, első azonosítója Romer, 1971-ben.

## Anatómia
A Chanaresuchus a proterochampsidákra jellemző alacsony, meghosszabbodott koponyával rendelkezett. A koponya hátul széles, elöl pedig keskeny volt, a hossza 165 és 260 milliméter között változott. A résszerű orrnyílások a koponya elejétől távol helyezkedtek el. A premaxilla kissé lefelé hajlott. A koponya felszíne, a fogcsontokhoz hasonlóan a nagyobb példányoknál nagyobb mértékben volt díszítve. A Chanaresuchus szájpadjához két meghosszabbodott choana tartozott. A choanák elülső részén levő két apró nyíláshoz talán egy vomeronazális szerv kapcsolódott. Az e két nyílás között kialakult másodlagos szájpad olyan adaptáció lehetett, ami lehetővé tette a vízbe merült állat számára az orron keresztül való légzést.
A többi proterochampsidától és korai archosaurustól eltérően a Chanaresuchus kis testpáncélzatot viselt. A megtalált bőrcsontok kicsik és pikkelyszerűek voltak, és egy sorban, a csigolyatövisek mentén helyezkedtek el. A nyaktól az utolsó keresztcsontig terjedtek, és az a legvalószínűbb, hogy a farkon is voltak, de nem került elő olyan példány, amely erre utalna. Az egyes csigolyáknál nagyjából három ilyen pikkely volt.
A Chanaresuchus lábfeje eltért a rokonságába tartozó többi archosaurusétól, mivel a lábujjai belső részén egy-egy nagyobb kiemelkedés helyezkedett el, míg más, kezdetleges archosaurusoknál megmaradt a jóval szimmetrikusabb felépítés. Az első lábujj megrövidült és robusztusabbá vált. A második lábujj a legmasszívabb, a harmadik pedig a leghosszabb volt, de az összehasonlításnál valamelyest vékonynak is tűnik. A negyedik lábujj nagyon vékony volt, az ötödik pedig csak lábközépcsontból állt.

## Ősbiológia
A Chanaresuchus számára a phytosaurusokéra és a modern krokodilokéra jellemző félig vízi életmódot valószínűsítettek, amire több más jellegzetesség mellett a másodlagos szájpad, valamint a hátoldalon elhelyezkedő szemek és orrnyílások is utalnak. Azonban egyes bizonyítékok, például a vízi életmódot folytató kétéltűek hiánya a Chañares Formációban azt jelzik, hogy a terület aránylag száraz volt a lerakódás idején. A nem esetében a szárazföldi életmód is lehetséges, ugyanis a többi „thecodontiához” képest rendkívül nagy a különbség a mellső és hátsó lábak között, ami a két lábon való járás jellegzetességének is tekinthető. Bár nagy a valószínűsége, hogy a Chanaresuchusra ez nem volt jellemző, így csak a félig vízi életmódra utaló bizonyítékok maradnak.
A Chanaresuchus egykori élettere közelében egy vulkanikusan igen aktív terület volt, mivel egy aktív hasadékvölgyben helyezkedett el. Az elképzelés szerint a feltárt példányok egyetlen tömegpusztulást okozó eseménynél vesztek oda, és talán egy folyóparton temetődtek el. Igen valószínű, hogy a tömegkatasztrófa a térségben zajló vulkanikus tevékenységhez kötődött.
Az a terület, ahol a Chanaresuchus példányait megtalálták számos négylábú lelőhelyeként is ismert. Az therapsidák közé tartozó kannemeyeriida Dinodontosaurus, valamint Probainognathushoz és a Massetognathushoz hasonló cynodontiák, melyek közül az utóbbi volt a legelterjedtebb, szintén itt éltek. A formációban leggyakoribb négylábúak mégis az archosaurusok voltak. Itt élt az ornithodirák közé tartozó Lewisuchus, a Lagerpeton, a Marasuchus és a Pseudolagosuchus. A területen olyan további archosaurusok maradványait is megtalálták, mint a Gracilisuchus és a Luperosuchus. A Chanaresuchus mellett 1971-ben egy másik proterochampsidát, a Gualosuchust is elnevezték. Ez az állat külsőre nagyon hasonlít a Chanaresuchushoz, csak a mérete és a koponya arányai térnek el.

## Fordítás
- Ez a szócikk részben vagy egészben a Chanaresuchus című angol Wikipédia-szócikk ezen változatának fordításán alapul.  Az eredeti cikk szerkesztőit annak laptörténete sorolja fel. Ez a jelzés csupán a megfogalmazás eredetét és a szerzői jogokat jelzi, nem szolgál a cikkben szereplő információk forrásmegjelöléseként.

## Külső hivatkozások
- Chanaresuchus. Paleobiology Database. [2012. október 12-i dátummal az eredetiből archiválva]. (Hozzáférés: 2009. október 26.)